# Poecile cinctus

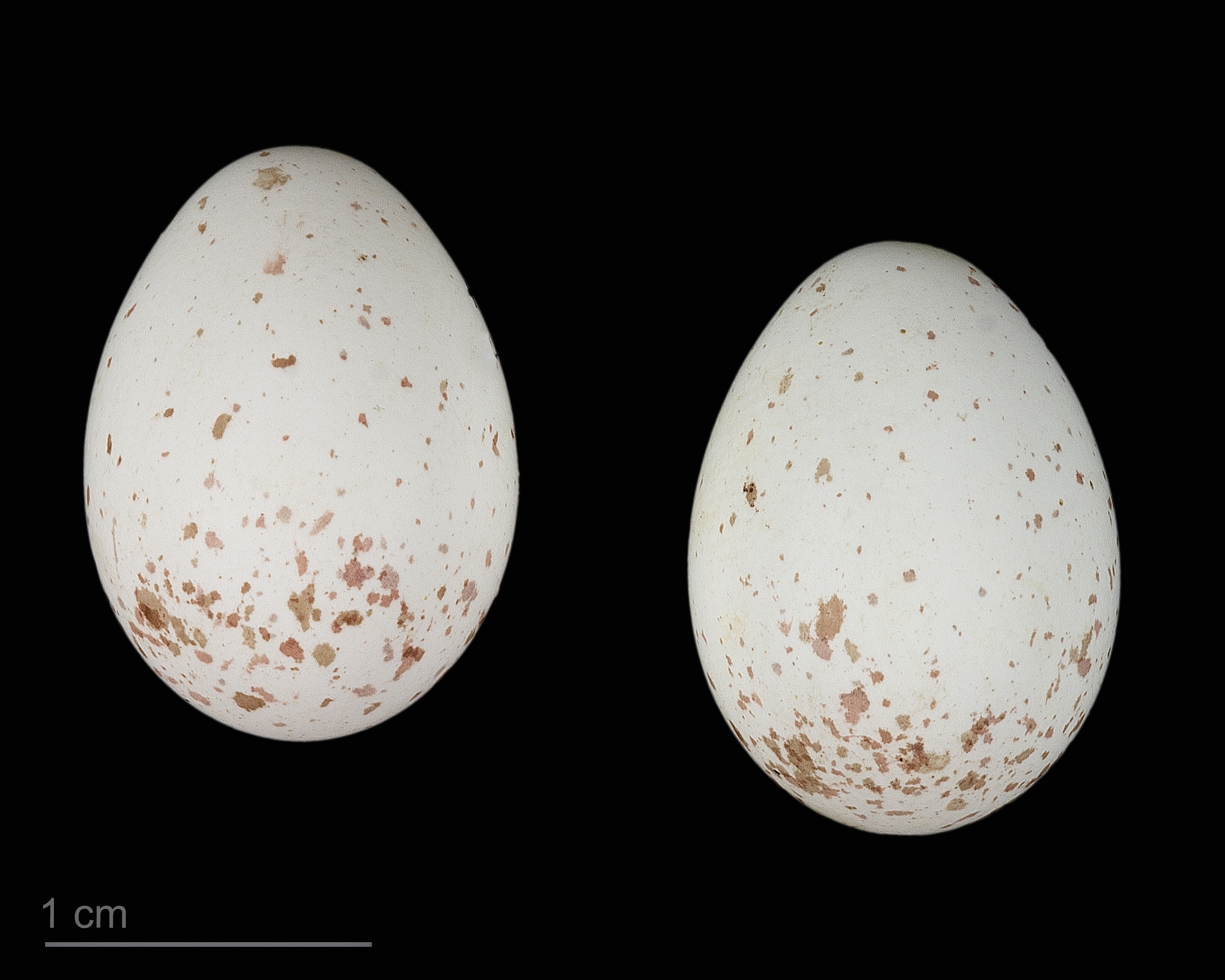
Poecile cinctus lapponicus - (MHNT)

El carbonero lapón (Poecile cinctus), es una especie de ave paseriforme de la familia de los páridos (Paridae), muy extendida en el norte de Europa, Asia y América del Norte. 

## Distribución y hábitat
Es residente generalizado en todo el subártico, desde Escandinavia y el norte de Asia hasta América del Norte, principalmente en Alaska y el noroeste de Canadá. 
Su hábitat son los bosques de coníferas, principalmente pinos. También vive en bosques mixtos, bosques caducifolios cerca de los ríos y bosques de abedules.

## Subespecies
Se reconocen dos subespecies de esta ave:
- Poecile c. cincta (Boddaert, 1783)
- Poecile c. lathami (Stephens, 1817)